# Hylophylax naevius
El hormiguero dorsipunteado (en Ecuador) (Hylophylax naevius), también denominado hormiguero de gargantilla (en Colombia), hormiguero de espalda punteada (en Venezuela) u hormiguero de dorso moteado (en Perú), es una especie de ave paseriforme de la familia Thamnophilidae, una de las tres pertenecientes al género Hylophylax. Es nativo de la cuenca amazónica y del escudo guayanés en Sudamérica.

## Distribución y hábitat
Se distribuye desde el sureste de Colombia , al este por el sur y este de Venezuela, Guyana, Surinam, Guayana francesa, hasta el este de la Amazonia brasileña, y  hacia el sur por el este de Ecuador, este de Perú, hasta el norte y centro de Bolivia y sur de la Amazonia en Brasil. Ver más detalles en Subespecies.
Esta especie es bastante común en sus hábitat natural, el sotobosque de selvas húmedas tropicales y subtropicales de regiones bajas y los pantanos, principalmente por debajo de los 1200 m de altitud.

## Sistemática

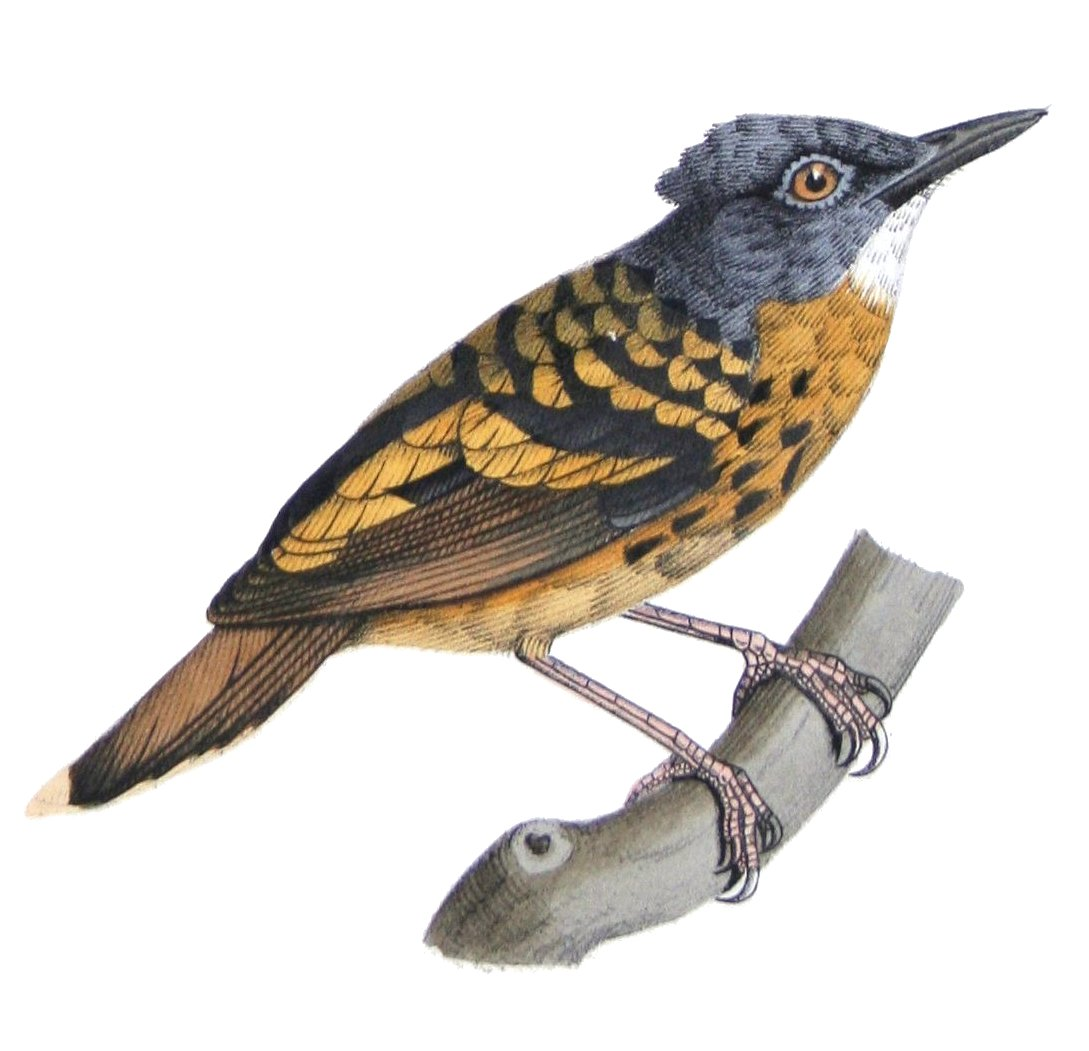
Hylophylax naevius theresae, ilustración de Castelnau, para Expédition dans les parties centrales de l'Amérique du Sud, 1856.

### Descripción original
La especie H. naevius fue descrita por primera vez por el naturalista alemán Johann Friedrich Gmelin en 1789 bajo el nombre científico Pipra naevia; localidad tipo «Cayena, Guayana francesa.»

### Etimología
El nombre genérico masculino «Hylophylax» deriva del griego «hulē»: bosque, selva, y «phulax, phulakos»: guardián, centinela; significando «guardián del bosque»; y el nombre de la especie «naevius», proviene del latín «naevius, naevus»: punteado, manchado.

### Taxonomía
Estudios evolucionarios recientes de la presente especie y de Hylophylax naevioides sugieren que las formas  H. n. theresae y H. n. consobrinus Todd, 1913 (esta última incluida en la subespecie nominal por diversos autores) pueden no ser monofiléticas. Análisis vocales independientes indican que tal vez existan tres grupos diferentes. La subespecie propuesta obscurus (del norte de Brasil al norte del río Amazonas) es inseparable de la  nominal.

### Subespecies
Según la clasificación del Congreso Ornitológico Internacional (IOC) y Clements Checklist v.2017, se reconocen 5 subespecies, con su correspondiente distribución geográfica:
- Hylophylax naevius naevius (Gmelin, 1789) – sur de Venezuela (sur de Bolívar, Amazonas), las Guayanas, sureste de Colombia (al sur desde Meta y Vaupés), extremo noreste de Ecuador y norte de Perú (al norte del río Napo), y centro norte y noreste de Brasil al norte del río Amazonas.
- Hylophylax naevius theresae (Des Murs, 1856) – sur del Napo en el este de Ecuador y tierras bajas del noreste de Perú (Loreto), y suroeste y centro sur de la Amazonia brasileña (hacia el este hasta el río Tapajós, al sur hasta el sur de Amazonas y Rondônia).
- Hylophylax naevius peruvianus Carriker, 1932 – piedemontes de norte de Perú (Amazonas, San Martín).
- Hylophylax naevius inexpectatus Carriker, 1932 – centro este y sureste de Perú (Ucayali al sur hasta Puno, posiblemente se extienda hacia el oeste hasta la base de los Andes en Huánuco y Junín), extremo suroeste de la Amazonia brasileña (Acre) y noroeste de Bolivia (oeste de Pando, La Paz y sur de Beni hacia el sur hasta el extremo noroeste de Santa Cruz).
- Hylophylax naevius ochraceus (Berlepsch, 1912) – sureste de la Amazonia en Brasil (hacia el este desde el Tapajós hasta el río Tocantins, al sur hasta el norte de Mato Grosso).